# گاندزاوانک
گاندزاوانک (ارمنی: Գանձավանք؛ انگلیسی: Gandzavank) یک کلیسا متعلق به کلیسای حواری ارمنی واقع در شهر لچاشن، استان گغارکونیک ارمنستان می‌باشد. ساخت و ساز این ساختمان در سده ۱۰ام میلادی؛ به پایان رسید. این بنا به سبک معماری ارمنی طراحی شده است.